# لورسن

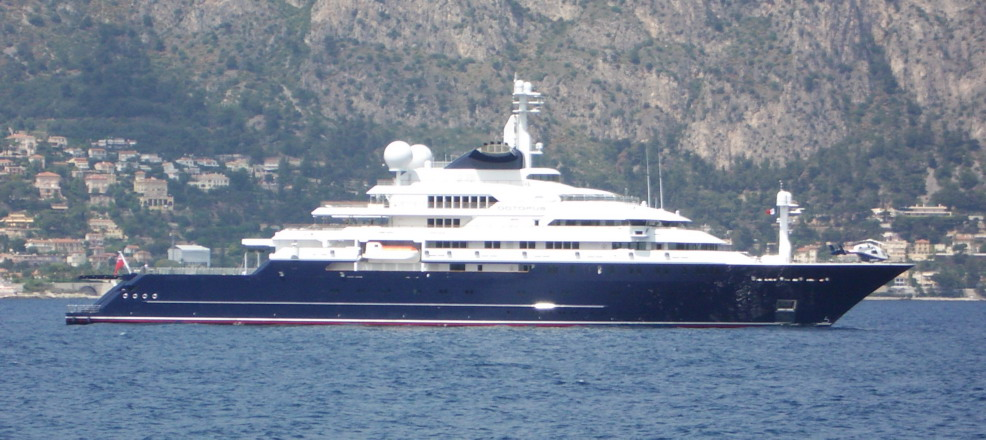
يخت من صناعات الشركة

لورسن (بالألمانية: Lürssen)‏ شركة ألمانية لصناعة السفن تأسست سنة 1875 على يد فريدريتش لورسن وتقوم الشركة بصناعة اليخوت والسفن الحربية بأنواعها المختلفة من زوارق الصواريخ وفريقطات وفرقاطات.
يقع مركز إداة الشركة في مدينة بريمنهافن على ساحل بحر الشمال في ولاية بريمن شمال ألمانيا.

## معرض صور

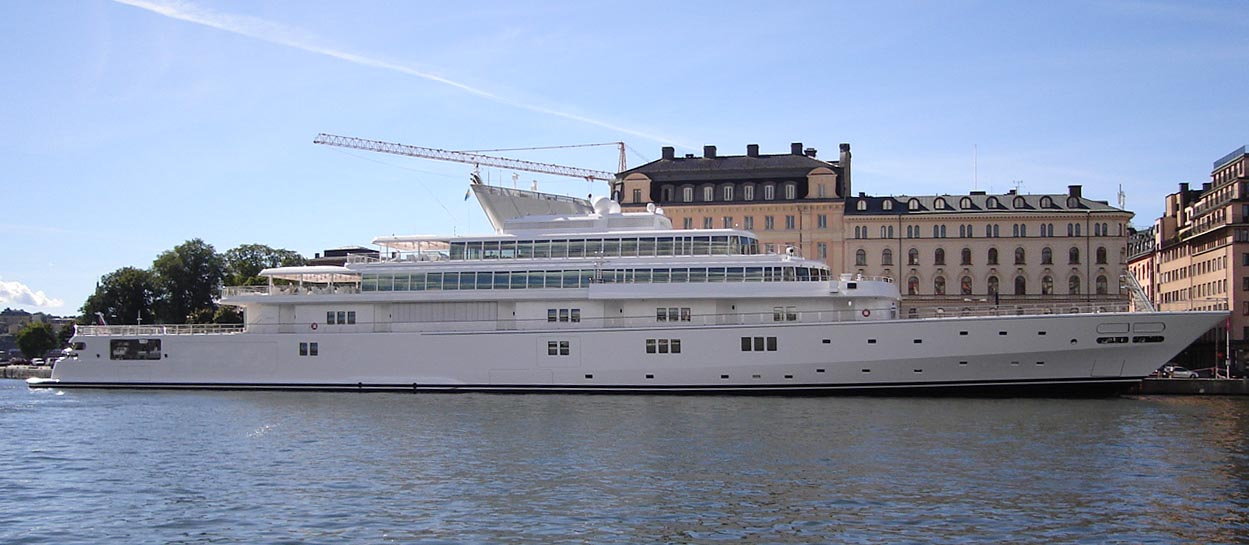
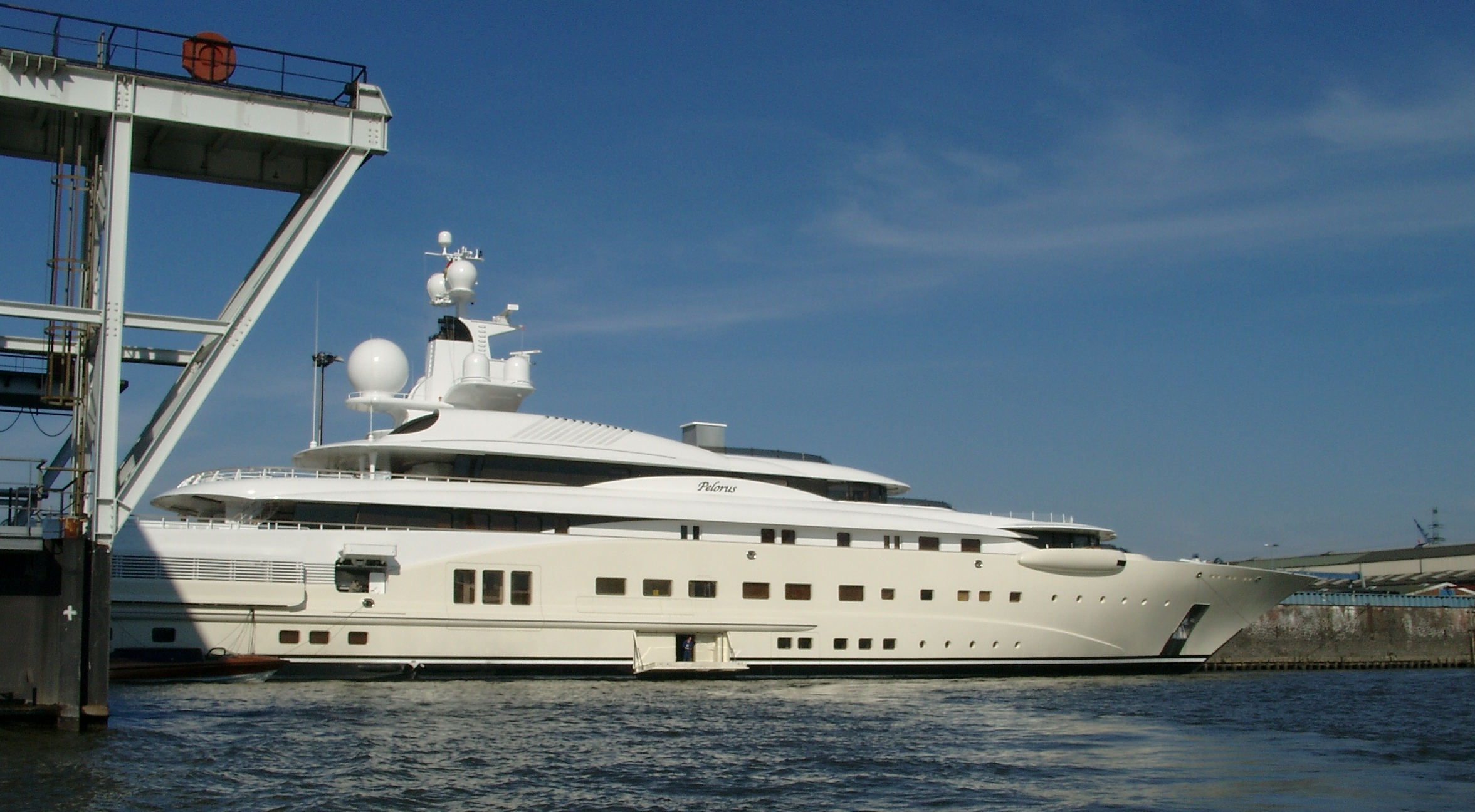
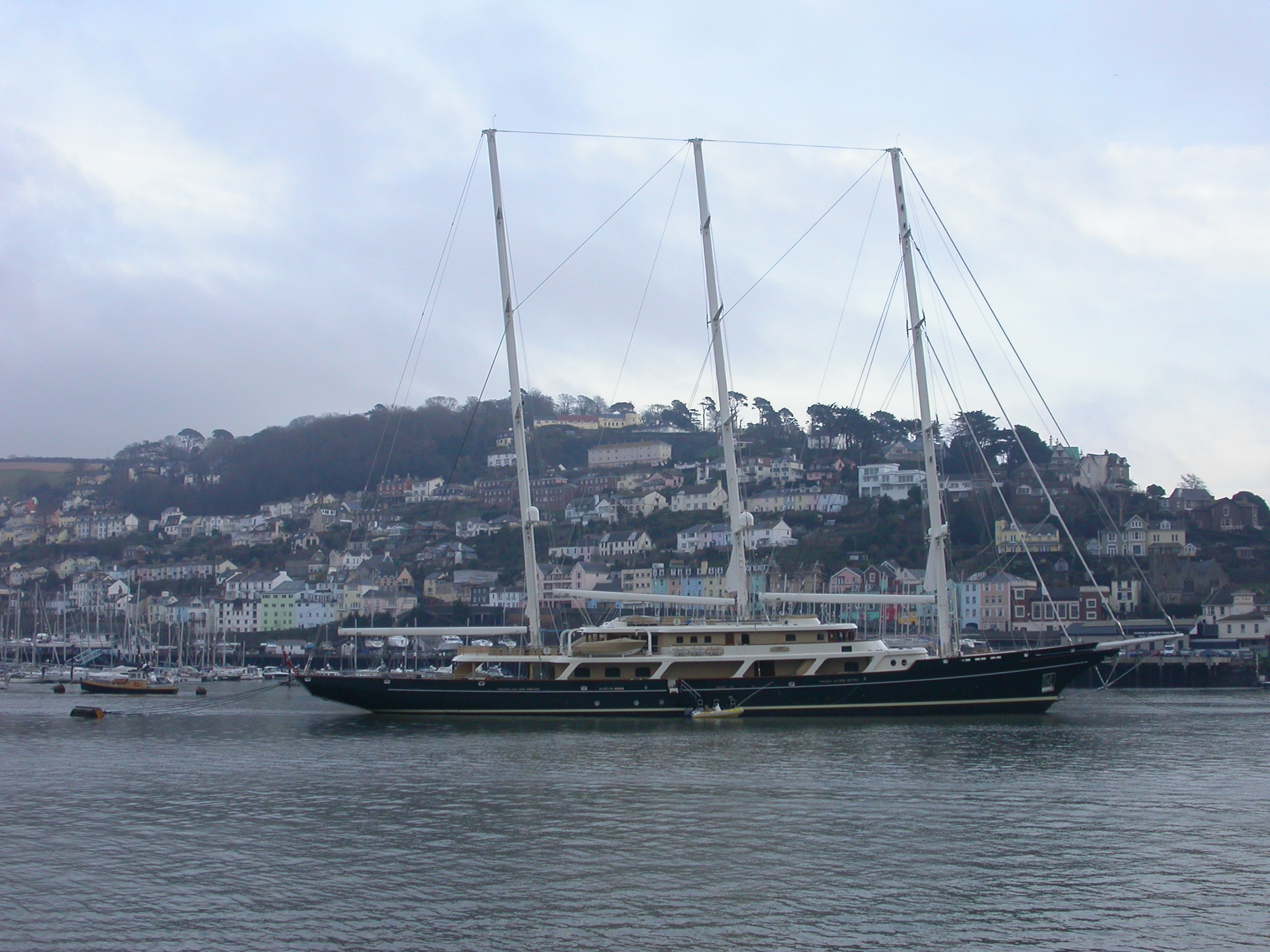
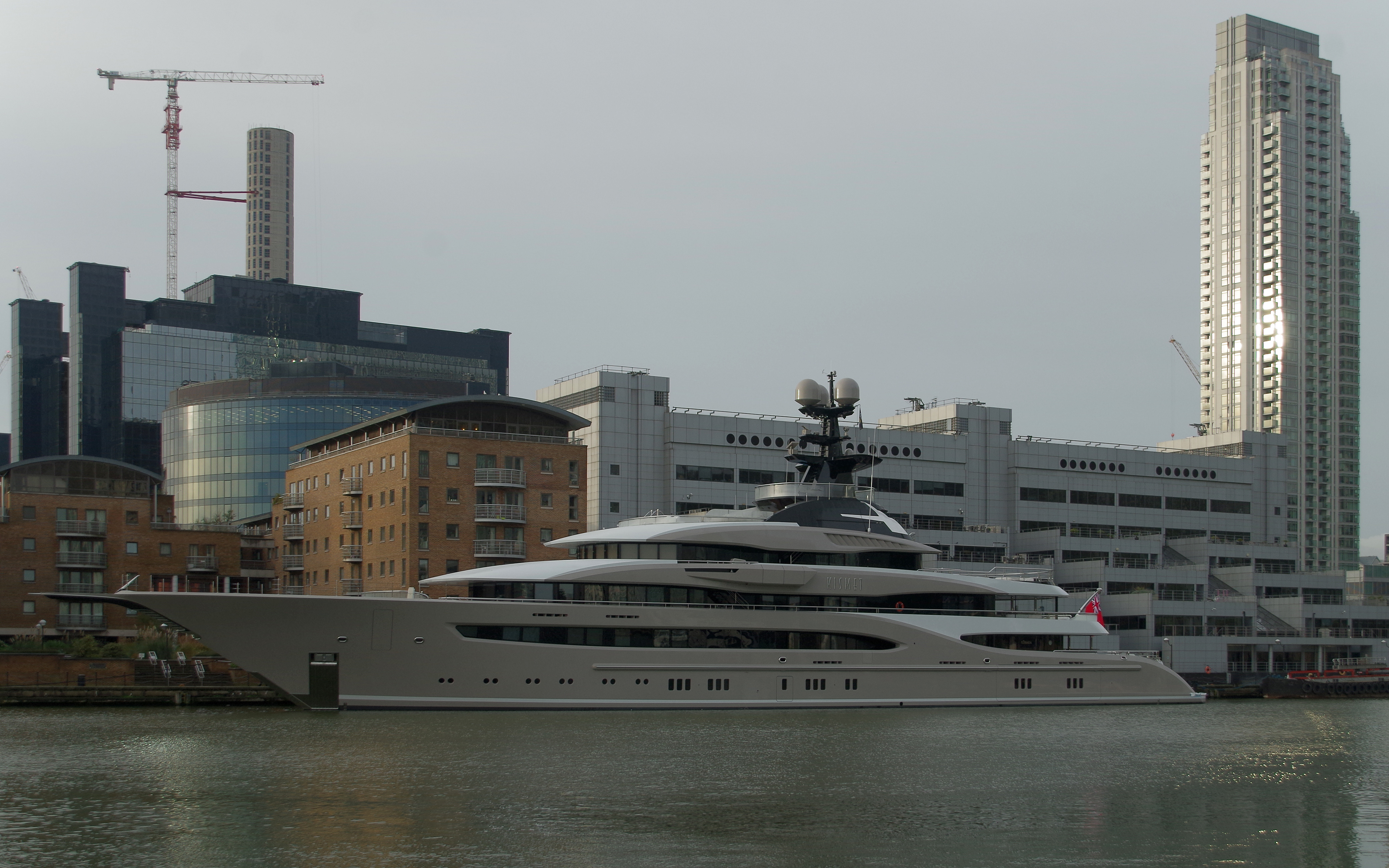